# SpVgg Dresden-Löbtau 1893
Die Spielvereinigung Dresden-Löbtau 1893 ist ein deutscher Sportverein aus Dresden. In dem 600 Mitglieder starken Verein werden neben Fußball auch andere Sportarten, wie Handball oder Tischtennis, ausgeübt. Die Fußballabteilung steht in der Tradition des Dresdner FC 1893, neben dem Dresden English Football Club der älteste Fußballclub der Stadt. Der DFC 1893 ist ein Gründungsverein des DFB und war auch an der Gründung des Verbandes Dresdner Ballspiel-Vereine beteiligt.

## Abteilung Fußball

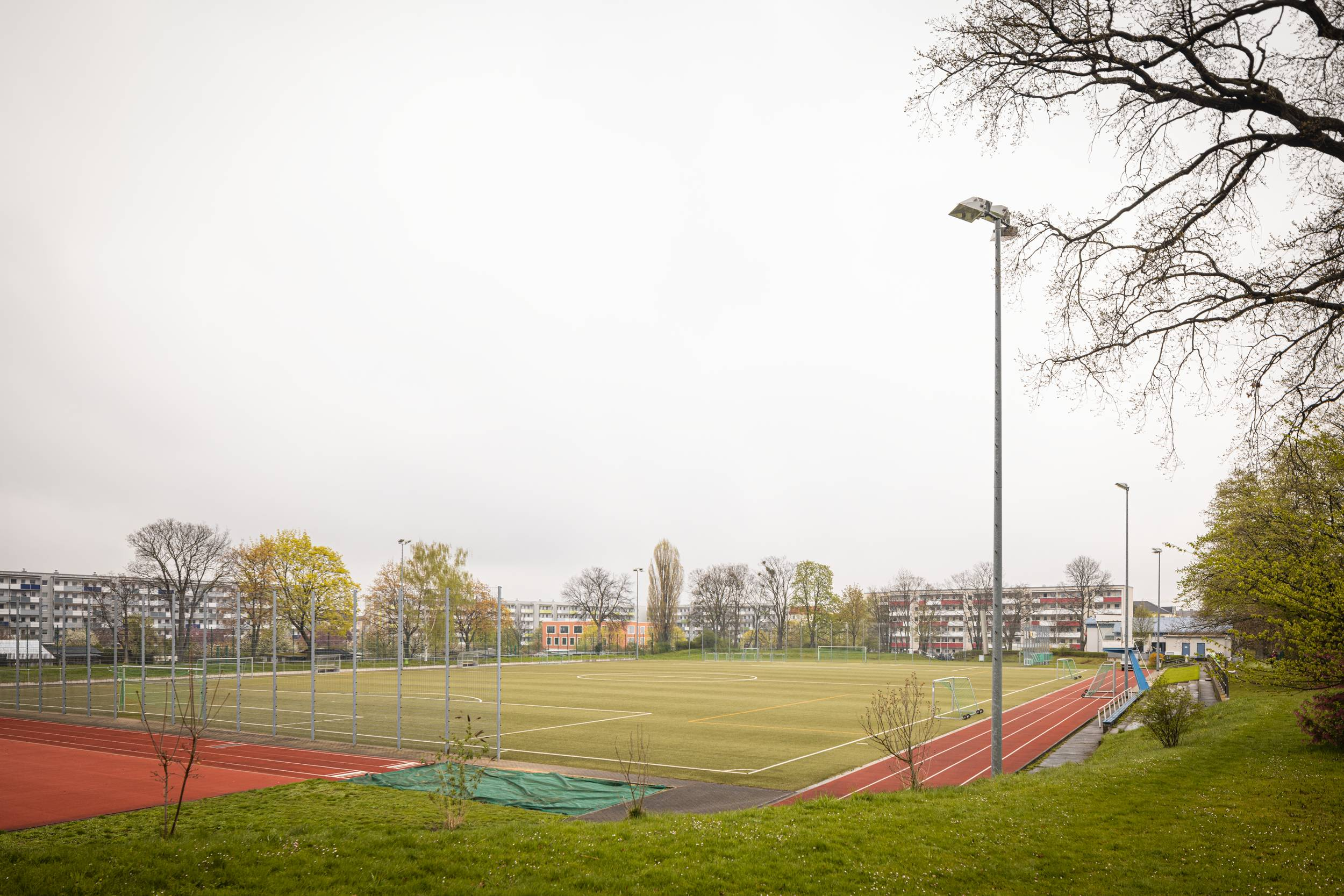
Sportstätte Malterstraße

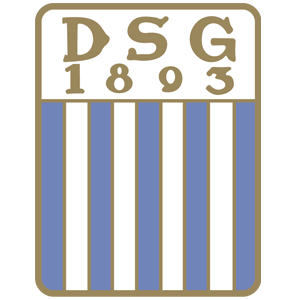
Historisches Logo der Dresdner SG 1893

Die Fußballabteilung entstand 1893 nach einer Herauslösung aus der 1877 gegründeten Turnerschaft 1877 Löbtau unter der Bezeichnung Neuer Dresdner FC, vollzog aber bereits 1899 eine Namensänderung in Dresdner SG 1893. Die DSG agierte durchweg in der Meisterschaft des Verbandes Mitteldeutscher Ballspiel-Vereine, in der sie gegen größere mitteldeutsche Vereine wie der SpVgg 1899 Leipzig oder dem VfB Leipzig stets unterlegen war.
Größter Erfolg war der 1917/18 erreichte Einzug in das mitteldeutsche Halbfinale. Nach Siegen über Budissa Bautzen und Teutonia Chemnitz unterlagen die Dresdner dem VfB Leipzig mit 0:3. 1927 meldete sich die DSG noch einmal im mitteldeutschen Pokal zurück, unterlag im Halbfinale abermals dem VfB Leipzig. In der Folgezeit verschwand die DSG 1893 aus dem höherklassigen Fußball, etwaige Teilnahmen an der Gauliga Sachsen konnten nicht erreicht werden, in der zweitklassigen Fußball-Bezirksklasse Dresden-Bautzen (ab 1940: 1. Klasse Dresden) verbrachte der Verein vier Spielzeiten.

Historisches Logo der BSG Empor Dresden-Löbtau

1945 wurde der Verein aufgelöst. Aus der Dresdner SG 1893 und weiteren Vereinen (unter anderem der SpVgg Dresden 1905) entstand nach 1945 die SG Löbtau. 1949 wurde die Sportgemeinschaft im Zuge der Einführung des Systems der Trägerbetriebe als BSG Konsum Dresden umgewandelt. Nach Schaffung der zentralen „Sportvereinigung Empor“ erfolgte 1952 eine weitere Namensänderung in BSG Empor Dresden-Löbtau. Auf sportlicher Ebene trat Empor Dresden-Löbtau im DDR-Fußball nicht höherklassig in Erscheinung. 1954 stieg die Betriebssportgemeinschaft (BSG) in die Bezirksliga Dresden auf, in der bis 1963 überwiegend gesicherte Mittelfeldplätze gehalten wurden.
1989 gelang noch einmal die Rückkehr auf Bezirksliganiveau, die Qualifikation zur Landesliga Sachsen verpasste der inzwischen als Spielvereinigung Dresden-Löbtau 1893 wiedergegründete Verein deutlich. Aktuell spielt der Verein in der 8. Liga, der Stadtoberliga Dresden.

## Erfolge
- Mitteldeutsche Meisterschaft 1917/18 (Halbfinale)
- Mitteldeutscher Pokal 1927 (Halbfinale)